# Valderrodilla
Valderrodilla é um município da Espanha na província de Sória, comunidade autónoma de Castela e Leão, de área 32,17 km² com população de 101 habitantes (2006) e densidade populacional de 3,46 hab/km².

## Demografia

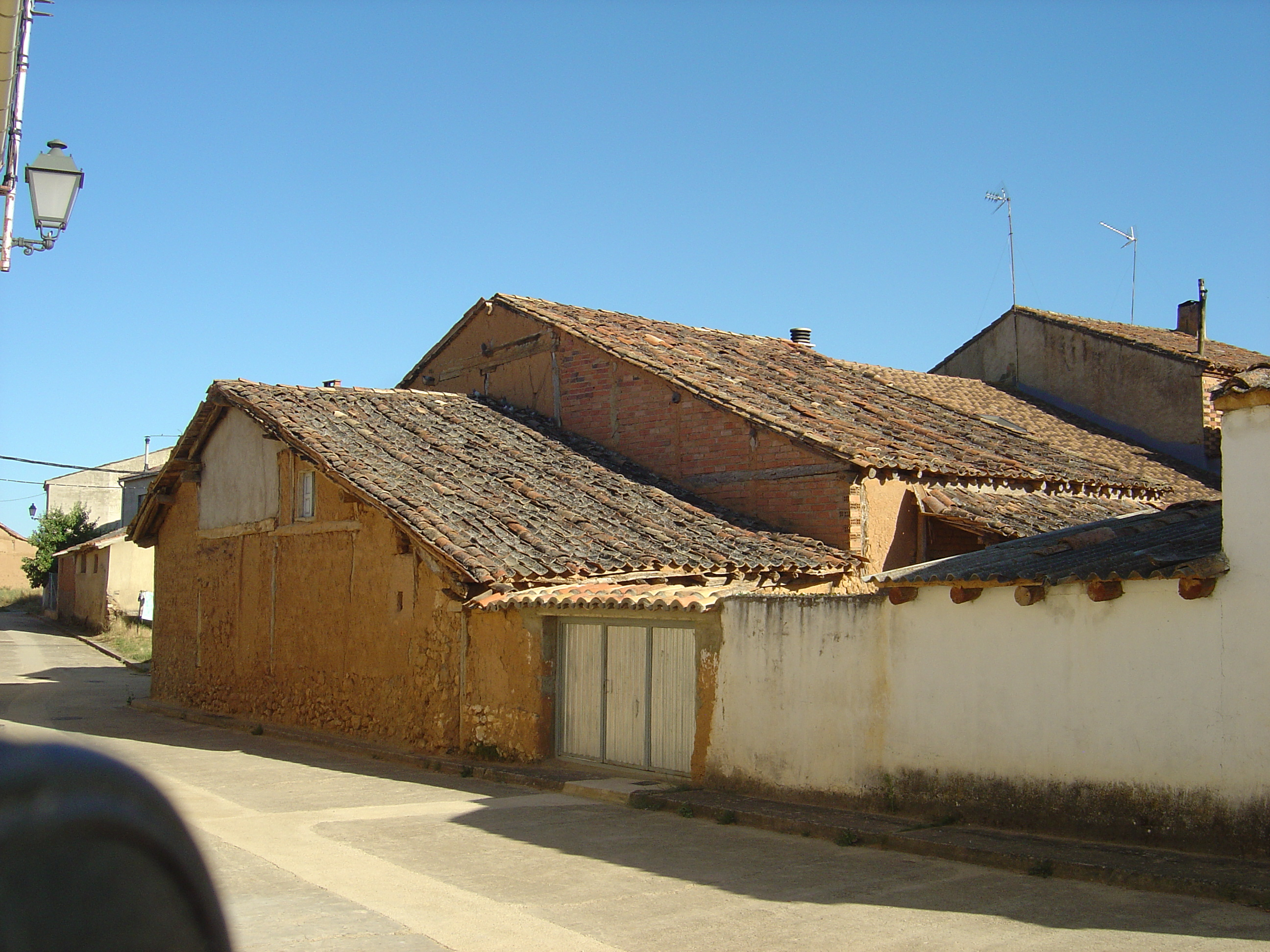
Valderrodilla. Arquitectura popular

| Variação demográfica do município entre 1991 e 2004 | Variação demográfica do município entre 1991 e 2004 | Variação demográfica do município entre 1991 e 2004 | Variação demográfica do município entre 1991 e 2004 |
| --------------------------------------------------- | --------------------------------------------------- | --------------------------------------------------- | --------------------------------------------------- |
| 1991                                                | 1996                                                | 2001                                                | 2004                                                |
| 149                                                 | 139                                                 | 113                                                 | 111                                                 |